# Saint-Bernard (Haut-Rhin)
Saint-Bernard település Franciaországban, Haut-Rhin megyében. Lakosainak száma 597 fő (2022. január 1.). Saint-Bernard Balschwiller, Heidwiller, Eglingen, Carspach, Spechbach és Bernwiller községekkel határos.

## Népesség
A település népessége az elmúlt években az alábbi módon változott:
| Lakosok száma | 542  | 553  | 567  | 571  | 572  | 570  | 579  | 588  | 597  |
|               | 2013 | 2015 | 2016 | 2017 | 2018 | 2019 | 2020 | 2021 | 2022 |